# 棕脉风毛菊
棕脉风毛菊（学名：Saussurea baroniana）是菊科风毛菊属的植物，是中国的特有植物。分布在中国大陆的陕西等地，生长于海拔2,200米至2,800米的地区，常生长在山坡及林缘，目前尚未由人工引种栽培。